# RQ-3 Darkstar
RQ-3 DarkStar — американский разведывательный БПЛА. Первый полёт RQ-3 DarkStar совершил 29 марта 1996 года. Второй полёт 22 апреля 1996 года, закончился аварией вскоре после взлёта. RQ-3 DarkStar был задуман как высотный разведчик. На БПЛА установлена РЛС с синтезированной апертурной решёткой (SAR) и электроно-оптический сенсор (EO). Всего построено 4 экземпляра. В конце 1999 года программа была закрыта из-за сокращения бюджетных ассигнований.

## Лётно-технические характеристики (ЛТХ)
- Размах крыла, м 21,03
- Длина, м 4,57
- Высота, м 1,06
- Ширина фюзеляжа, м 3,66
- Максимальная взлётная масса, кг 3855
- Тип двигателя 1 ТРДД Williams-Rolls FJ44-1A
- Тяга, кгс 1 х 862
- Крейсерская скорость, км/ч 463
- Практическая дальность, км 925
- Практический потолок, м 13716